# Nur Aiman Zariff
Muhammad Nur Aiman Mohd Zariff (Marang, 1 oktober 1997) is een Maleisisch wielrenster.

## Carrière
Eind mei 2017 tekende Zariff een contract bij Terengganu Cycling Team. Namens die ploeg werd hij dat jaar onder meer vijfde in de Ronde van Selangor en nam hij deel aan de Ronde van Fuzhou. In 2018 maakte hij de overstap naar Team Sapura Cycling. Hij startte zijn seizoen in de Ronde van Indonesië, waar hij op de zesde plek in het klassement eindigde. In 2020 werd hij namens die ploeg tweede in de Ronde van Cambodja en won hij het bergklassement in de Ronde van Langkawi. Na drie seizoenen bij Sapura keerde Zariff in 2021 terug bij Terengganu. In mei 2022 won hij goud in de wegwedstrijd op de Zuidoost-Aziatische Spelen. Later dat jaar won hij voor de tweede maal het bergklassement in de Ronde van Langkawi. In 2023 won het hij nationale kampioenschap op de weg.

## Overwinningen
2019
Jongerenklassement Ronde van Selangor
2020
Puntenklassement Ronde van Cambodja
Bergklassement Ronde van Langkawi
2022
 Wegwedstrijd op de Zuidoost-Aziatische Spelen
Bergklassement Ronde van Langkawi
2023
 Maleisisch kampioen op de weg, Elite

## Ploegen
- 2017 –  Terengganu Cycling Team (vanaf 24 mei)
- 2018 –  Team Sapura Cycling
- 2019 –  Team Sapura Cycling
- 2020 –  Team Sapura Cycling
- 2021 –  Terengganu Cycling Team
- 2022 –  Terengganu Polygon Cycling Team
- 2023 –  Terengganu Polygon Cycling Team
- 2024 –  Terengganu Cycling Team
- 2025 –  Terengganu Cycling Team

Abdul Halil · Azman · Cahyadi · Ewart · Misbah · Niño · Othman · Page · Pérez · Saharil · Vogt · Zakaria · Zariff